# Libanesische Davis-Cup-Mannschaft
Die libanesische Davis-Cup-Mannschaft ist die Tennisnationalmannschaft des Libanons.

## Geschichte
1957 nahm der Libanon erstmals am Davis Cup teil. Insgesamt viermal erreichte die Mannschaft die Gruppenzone I in der Kontinentalgruppe Asien/Ozeanien. Erfolgreichster Spieler ist Ali Hamadeh, der in 20 Partien insgesamt 30 Spiele gewinnen konnte. Rekordspieler mit 35 Teilnahmen innerhalb von 15 Jahren ist Karim Alayli.